# Maria Ana de Saboia
Maria Ana Carolina Pia de Saboia (em italiano:  Maria Anna Carolina Pia di Savoia; Roma, 19 de setembro de 1803 — Praga, 4 de maio de 1884) foi uma princesa sarda, esposa do Imperador Fernando I, e Imperatriz Consorte da Áustria, além de Rainha Consorte da Hungria, Croácia, Boêmia e Lombardia-Vêneto, de 1835 até a abdicação de seu marido em 1848.

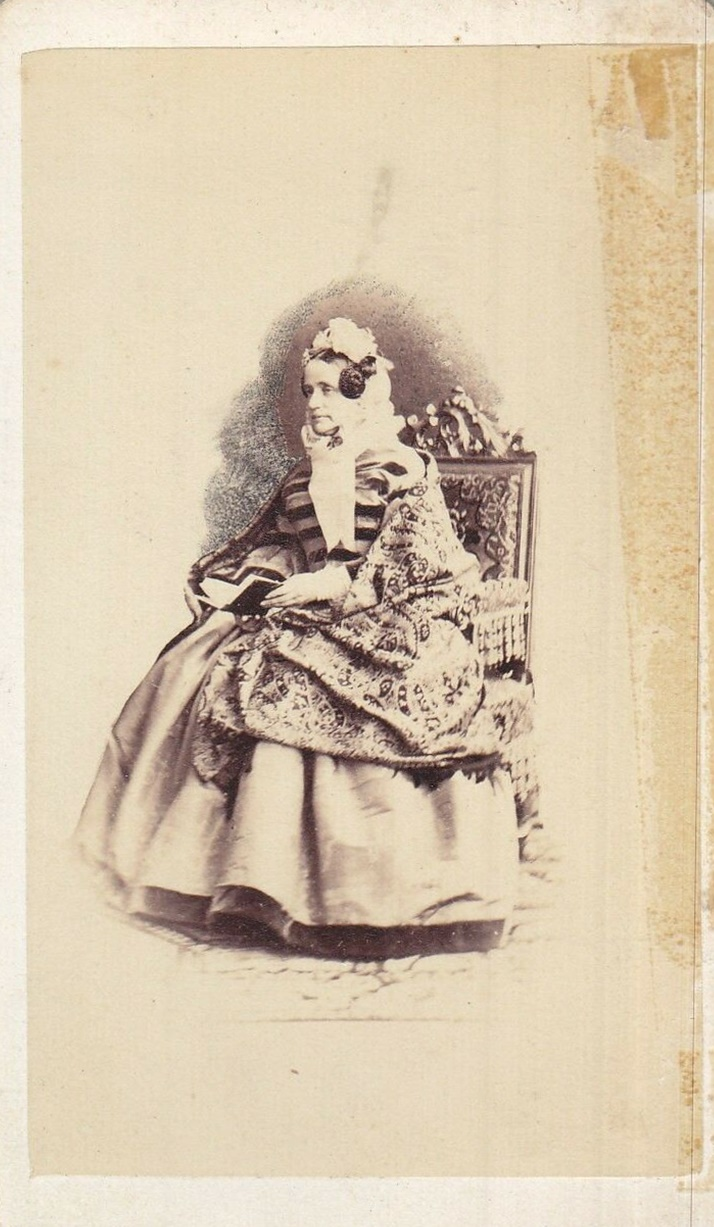
Maria Ana em seus ultimos anos de vida.

## Biografia
Maria Ana nasceu em Palazzo Colonna em Roma, filha do rei Vítor Emanuel I da Sardenha e de sua esposa, a arquiduquesa Maria Teresa da Áustria-Este. Ela tinha uma irmã gêmea, Maria Teresa. As duas princesas foram batizadas pelo papa Pio VII, tendo como padrinhos os avós maternos, o arquiduque Fernando Carlos de Áustria-Este e Maria Beatriz d'Este. No Palazzo Braschi, em Roma, existe um retrato do batizado.
Em 12 de fevereiro de 1831 Maria Ana casou-se por procuração em Turim com o rei Fernando V da Hungria (mais tarde imperador Fernando I da Áustria). Em 27 de fevereiro casaram-se pessoalmente, em Viena, na Capela do Hofburg pelo arcebispo cardeal Rodolfo de Habsburgo-Lorena, tio de Fernando. Maria Ana e Fernando foram devotados um ao outro, apesar de não tiveram filhos.
Fernando sucedeu como imperador da Áustria em 02 de março de 1835, tornando Maria Ana imperatriz da Áustria. Em 12 de setembro de 1836 ela foi coroada como rainha da Boêmia em Praga.
Em 02 de dezembro de 1848 Fernando abdicou como Imperador da Áustria, mas manteve sua posição imperial. Maria Ana estava intitulada imperatriz Maria Ana. Eles viviam na aposentadoria juntos, passando os invernos na Castelo de Praga e os verões em Reichstadt (agora Zákupy) ou em Ploschkowitz (agora Ploskovice).
Maria Ana morreu em Praga. Ela está enterrado ao lado de seu marido no túmulo número 63, na Cripta Imperial de Viena.

## Títulos e honras

### Títulos e estilos
- 19  de setembro de 1803 – 12 de fevereiro de 1831: Sua Alteza Real, a Princesa Maria Ana de Saboia
- 2 de março de 1835 - 2 de dezembro de 1848: Sua Majestade Imperial e Real Apostólica, a Imperatriz da Áustria, Rainha da Hungria, Croácia e Boêmia, etc.
- 2 de dezembro de 1848 - 4 de maio de 1884: Sua Majestade Imperial e Real Apostólica, a Imperatriz Maria Ana da Áustria, Rainha da Hungria, Croácia e Boêmia, etc.

### Honras
- Áustria-Hungria: Dama da Ordem da Cruz Estrelada. [2]
- Espanha: Dama da Ordem das Damas Nobres de Espanha.